# Legge del trisillabismo
La legge del trisillabismo o "dei tre tempi" è una regola grammaticale presente in lingue antiche come il greco antico e il latino. La legge, formulata dai grammatici moderni, riguarda norme di accentazione e quantità delle sillabe nelle parole.

## La legge del trisillabismo nel greco antico
La norma per cui l'accento in un termine non può risalire oltre la terzultima sillaba, ovvero non può reggere più di tre tempi vocalici, per questo è detta anche "legge di limitazione". Alla base di tutto ciò ci sono regole metriche, dacché il greco si sviluppò come lingua musicale, derivando dall'indoeuropeo, con precisi valori metrici in base alle more e ai piedi delle strofe; per cui dovendo far combaciare gli elementi in una strofa, il greco, così come il latino, si distanziarono con precise norme di limitazione di posizione d'accento, rispetto all'indoeuropeo.
Un esempio della legge dei tre tempi del greco si può desumere da στρατιώτης, nome maschile della I declinazione. L'accento, per il nominativo singolare quale qui rappresentato, non può andare né avanti né indietro, non può venire né στρατίωτης e né στρατιωτής, perché violerebbe la legge dei tre tempi, in quanto una vocale lunga quale ω vale 3 tempi, con accento acuto, altrimenti 2, e la η ne vale 2, mentre una vocale breve 1 tempo. 
Sempre per raggiungere il numero di 3 tempi in ciascun termine, sempre riguardo a questo termine, al vocativo singolare avremo στρᾰτῐῶτᾰ, in primo luogo perché l'α della desinenza è breve, e secondo perché in questo caso vige la "legge del trocheo finale o sotéra", che in pratica indica che una vocale lunga accentata, quando è in posizione precedente all'ultima sillaba, e davanti a una vocale breve, l'accento acuto diventa circonflesso, come in questo caso. Tutto ciò a indicare, brevemente e a mo' di introduzione, alcune caratteristiche fondamentali riguardo all'importanza dell'accentazione, e le sue sfumature sostanziali di differenza di posizione e di natura dell'accento stesso (acuto, grave, circonflesso) in base alla posizione sopra le vocali.
Un accento arriva sulla terzultima sillaba, è sempre acuto, ad esempio:
- θάλασσα thálassa 'mare' - in questo caso abbiamo tutte e tre le vocali brevi della parole, che valgono 1 tempo, raggiungendone quindi 3 in toto. Tuttavia l'accento si trova sulla prima vocale. Non si sa il perché della posizione specifica dell'accento in questo caso, dato il contesto di relativa brevità di tutte le vocali, ma sostanzialmente per la legge dei tre tempi, nei sostantivi l'accento tende a mantenere sempre la posizione del nominativo, sia che essa sia a inizio di parola, che verso la fine o a metà.

- ἐποίησαν epoíēsan 'loro hanno fatto'
- ἄνθρωπος ánthrōpos 'uomo'
- ἄνθρωποι ánthrōpoi 'gli uomini'
- βούλομαι boúlomai 'Voglio'

Eccezione: ὧντινων hôntinōn 'di che tipo di', in cui la seconda parte è una parola enclitica. 
Con poche eccezioni, l'accento può arrivare sulla terzultima solo se l'ultima sillaba della parola è "breve". L'ultima sillaba conta come luce se termina in una vocale breve, o se termina in una vocale breve seguita da non più di una consonante, o se la parola termina in -οι -oi o -αι -ai, come nei precedenti esempi. Ma per parole come le seguenti, che hanno una sillaba finale pesante, l'accento si sposta in avanti fino alla penultima:
- ἀνθρώπου anthrṓpou 'di un uomo'
- ἀνθρώποις anthrṓpois 'con gli uomini'
- ἐβουλόμην eboulómēn 'Io volevo' - verbo deponente

La fine -ει -ei conta sempre come lunga, e nel modo ottativo, le finali -οι -oi o -αι -ai contano anche come lunghe e fanno sì che l'accento vada avanti nello stesso modo:
- ποιήσει poiḗsei 'lo farà'
- ποιήσοι poiḗsoi 'lui farebbe' (futuro ottativo)

Anche l'accento non può venire sulla sillaba terzultima quando la parola termina in -ξ -χ o -ψ -ψ, quindi la differenza in coppie di parole come la seguente:
- φιλόλογος philólogos 'appassionato di parole', ma φιλοκόλαξ philokólax 'appassionato di adulatori'

Eccezioni, quando l'accento può rimanere sulla terzultima anche quando l'ultima vocale è lunga, certe parole terminano in -ων -ōn o -ως -ōs, ad esempio: 
- πόλεως póleōs 'di una città', πόλεων póleōn 'delle città' (genitivo plurale)
- χρυσόκερως khrusókerōs 'corno d'oro', ῥινόκερως rhinókerōs 'rinoceronte'
- ἵλεως híleōs 'propizio', Μενέλεως Menelao 'Menelao'

### Legge sotéra o del trocheo finale
Questa legge fa riferimento alla successione metrica del trocheo, composto da una sillaba lunga e una breve (— ∪), anche se tale termine metrico è improprio perché il trocheo indica una successione di sillaba lunga e breve, non di vocale. È anche conosciuta come la legge σωτῆρα (legge sotéra), poiché nell'accusativo singolare la parola della III declinazione σωτήρ, sōtḗr, "salvatore" diventa σωτῆρα, sōtêră, con l'accento circonflesso: si verifica cioè esattamente quanto enunciato dalla legge; viceversa, per la legge del trisillabismo, se la vocale finale muta di lunghezza, come ad esempio nell'accusativo plurale della parola considerata, divenendo l'α lunga, si ha σωτήρας, sōtḗrās.
Se l'accento cade sulla penultima sillaba, deve obbligatoriamente essere circonflesso, se l'ultima vocale della parola è breve e soprattutto se la vocale accentata è lunga, altrimenti rimane acuto; ciò vale anche per le parole che terminano in -ξ -χ -ψ:
- σῶμα, sôma, "corpo" (nominativo singolare neutro III declinazione)[3]
- δοῦλος, doûlos, "schiavo"
- κῆρυξ, kêrux, "araldo"
- λαῖλαψ, laîlaps, "tempesta"

Nella maggior parte dei casi, il dittongo finale -αι, -oi conta come una vocale breve:
- ναῦται, naûtai, "marinai"
- ποιῆσαι, poiêsai, "fare"
- δοῦλοι, doûloi, "schiavi"

Altrimenti l'accento è acuto:
- ναύτης, naútēs, "marinaio"
- κελεύει, keleúei, "tu ordina"
- δούλοις, doúlois, "per schiavi (dativo)"

Eccezione 1: alcuni composti ottenuti da una parola ordinaria e un suffisso enclitico hanno l'accento acuto anche se hanno vocale vocale lunga e breve: 
- οἵδε, hoíde, "questi"; ἥδε, hḗde, "questa" (ma τῶνδε, tônde, "di questi")
- ὥστε, hṓste, "così che"; οὔτε, oúte, "né"
- εἴθε, eíthe, "se solo"
- οὔτις, oútis, "nessuno" (ma come nome proprio nell'Odissea per Ulisse: Οὖτις, Oûtis, "Nessuno")

Eccezione 2: nelle espressioni locative e nei verbi al modo ottativo il dittongo finale -αι, -οι conta come una vocale lunga:
- οἴκοι, oíkoi, "a casa" (cfr. οἶκοι, oîkoi, "case")
- ποιήσαι, poiḗsai, "potrebbe fare" (aoristo ottativo, = ποιήσειε, poiḗseie) (cfr. ποιῆσαι, poiêsai, "fare")

### Legge di Vendryes
Dal nome del linguista Joseph Vendryes, secondo lui le parole trisillabiche che in altri dialetti possono essere properispomene, e che quindi hanno l'ultima sillaba breve, passano a proparossitone. Tale norma è detta anche impropriamente "legge di βέβαιος" da questo termine, che esce in -αιος, questa legge è frequente in molti termini uscenti così, come in -ειος e -ιος, ed equivale all'atticizzazione di questo termine, che in altri dialetti greci esce in βεβαῖος, mentre nello ionico attico in βέβαιος.

### Legge di Wheeler o del dattilo finale
Porta il nome dello studioso Benjamin Wheeler, detta anche del dattilo per la forma metrica — ∪ ∪: se una parola termina con sillaba lunga, seguita da due brevi, come nello schema metrico, le parole che in origine erano ossitone diventano parossitone, come nel caso del dativo plurale di ἀνήρ, che viene ἀνδάσι anziché l'originario *ἀνδρασί; questo fenomeno è visibile anche nei participi mediopassivi del perfetto, come nel caso di λελυμένος, anziché *λελυμενός.

### La baritonesi
Il terzo principio dell'accentazione greca è che, dopo aver preso in considerazione la legge della limitazione e la legge σωτῆρα (sōtêra), l'accento su sostantivi, aggettivi e pronomi rimane il più lontano possibile dall'ultima sillaba, restando sulla stessa sillaba (contando dall'inizio del parola) in tutti i casi, numeri e generi. Si tratta di una caratteristica linguistica dell'Asia Minore, che rimase impressa nella grammatica del dialetto eolico greco, evidente  nelle  poesie di Saffo, Alceo, Anacreonte. Per il fenomeno della baritonesi, eccettuati i monosillabi, l'accento non cade mai sull'ultima sillaba. Per esempio:
- ζυγόν zugón 'giogo', pl. zυγά zugá 'gioghi'
- στρατιώτης stratiṓtēs 'soldato', στρατιῶται stratiôtai 'soldati'
- πατήρ patḗr (padre), pl. πατέρες patéres 'padri'
- σῶμα sôma (corpo), pl. σώματα sṓmata 'corpi'

Ma una sillaba in più o un finale lungo, nella parola, provoca uno spostamento di accento, nelle declinazioni o nelle coniugazioni, in base alla lunghezza della vocale, es:
- ὄνομα ónoma (nome), pl. onνόματα onómata 'nomi'
- δίκαιος díkaios (giusto), fem. δικαίᾱ dikaíā 'giusti'
- σῶμα sôma (corpo), gen.pl. σωμάτων sōmátōn 'dei corpi'

## La legge del trisillabismo nel latino
In latino vigono due leggi in proposito: la baritonesi, secondo cui l'accento non cade mai sull'ultima sillaba, e la legge della terzultima, che dice che l'accento non va mai oltre la terzultima sillaba.

Da queste due regole consegue che l'accento può cadere solo sulla penultima e terzultima sillaba, o, in altri termini, che le parole possono essere o piane o sdrucciole.
La baritonesi ha tuttavia qualche apparente eccezione: un numero minimo di parole derivate da troncamenti conservano l'accento sulla sillaba prima penultima e poi divenuta ultima, oltre ad alcuni nomi di popolo imparisillabi della seconda
La posizione dell'accento tonico è determinata secondo la legge della penultima dalla quantità della penultima sillaba: se essa è lunga, avrà l'accento (es: dulcēdo, pronunciato dulcédo /dulˈkeːdoː/, dolcezza); se è breve, l'accento andrà alla terzultima sillaba (esempio nemŏra, pronunciato nèmora /'nemora/, le foreste). Nel raro caso in cui sia ancipite, saranno valide entrambe le opzioni.
Va peraltro segnalato che in latino vale il principio secondo cui vocalis ante vocalem corripitur: ciò significa che una vocale lunga, qualora sia seguita da un'altra vocale, si abbrevia, dando luogo ad un fenomeno di apofonia quantitativa. Ad esempio, nel verbo monere, la penultima vocale è lunga e pertanto l'accento vi cade; tuttavia nella coniugazione all'indicativo presente (moneo), tale vocale, essendo seguita da un'altra vocale, si abbrevia, con la conseguenza che l'accento cadrà sulla terzultima sillaba (mòneo).